# Helicarion castanea
Helicarion castanea är en snäckart som först beskrevs av Ludwig Pfeiffer 1853.  Helicarion castanea ingår i släktet Helicarion och familjen Helicarionidae. Inga underarter finns listade i Catalogue of Life.